# سفیدبرفی (فیلم ۱۹۰۲)
«سفیدبرفی» (انگلیسی: Snow White (1902 film)) یک فیلم است که در سال ۱۹۰۲ منتشر شد.